# Пам'ятні монети НДР
Пам'ятні монети Німецької Демократичної Республіки (нім. Gedenkmünzen der DDR) випускалися з 1966 по 1990 рік. За цей час викарбували 122 монетних типу номіналом у 5, 10 та 20 марок. До створення монет залучали найкращих художників, скульпторів і медальєрів НДР. Особливість їх створення і обігу полягала в тому, що більшість типів призначалися для продажу німцям з ФРН в магазинах мережі Intershop. Пам'ятні монети для обігу карбували виключно з неблагородних металів великими тиражами. Вони присвячені епізодам з історії НДР, видатним діячам комуністичної партії і ідеологам марксизму.

## Історія
Перші пам'ятні монети Німецької Демократичної Республіки з'явились у 1966 році і мали назву «марка Німецького емісійного банку».
Не зважаючи на те, що пам'ятні монети карбували у НДР, призначались вони в основному для мешканців ФРН. Марки НДР, над створенням яких працювали кращі художники, скульптори та медальєри НДР, потрапляли до мережі Intershop, де їх можна було придбати за валюту або спеціальні чеки, які також можна було придбати тільки за валюту. 6 тисяч монет кожного випуску продавали по номінальній вартості + 2 марки нумізматам-членам організації «Культурбунду». Нерозпродані монети, аж до 40 % від загального тиражу, переплавляли. В обіг потрапляли тілько монети з неблагородніх металів, відкарбовані великими тиражами на честь визначних подій з історії НДР або видатних комуністичних діячів.
У 1990 році сталося Возз'єднання Німеччини.  Територія НДР та Східного Берліну приєдналась до ФРН, на їх територіях почала діяти конституція ФРН. Валюта НДР припиняла бути законним платіжним засобом з 1 липня 1991 року і підлягала обміну з подальшим знищенням. Знищення монет відбувалося шляхом переплавлення з подальшим використанням металу у промисловості. Згідно з припущенням керівника архиву державного KfW банку Лізани Гольдбах, деталі автомобілей початку 90-х років були зроблені з монет НДР.

## Характеристики
З 1968 по 1990 роки у НДР випускали пам'ятні монети номіналом у 5, 10 і 20 марок. 5-марочні монети карбувалися виключно з нейзільберу, за винятком 5 марок 1969 року на честь 20-річчя утворення НДР, в той час як 10 і 20 марок — як зі срібла, так і зі звичайних металів. Для них притаманна одноманітність розмірів. Усі 5 марок мають діаметр — 29 мм, 10 марок — 31 мм, 20 марок — 33 мм . Існують кілька пробних золотих монет. Одна, присвячена 150-річчю від дня народження Карла Маркса, зберігається у Німецькому історичному музеї, 266 золотих монет номіналом у 10 марок, відкарбовані на честь 40-річчя перемоги над фашизмом пробними монетами, з'явилися у 1985 році.
Більшість пам'ятних монет присвячено видатним і всесвітньо відомим німецьким вченим, композиторам, військовим і громадським діячам.  Приблизно в половині випадків на них знаходиться портрет людини, якій присвячена монета, а в іншій половині — символічні зображення з його життя, творчості або наукових відкриттів. Так, наприклад, на монеті на честь 125-річчя від дня народження Вільгельма Рентгена поміщена схема рентгенівської трубки, а на присвяченій 200-річчю творця перших дитячих садків Фрідріха Фребеля — грають діти. Ряд монет присвячений містам НДР і архітектурним спорудам, що є об'єктами всесвітньої культурної спадщини. При суворому дотриманні визначення пам'ятної монети, як такої, яка випущена як пам'ять про якусь подію , вони не є пам'ятними. Більш того, їх могли випускати не одноразово, а протягом кількох років. Однак з огляду на те, що нумізматичні джерела відносять їх до пам'ятних, вони поміщені в таблиці нижче і виділені жовтим. П'ять монетних типів викарбувані на честь поточних подій, таких як політ першого німця у космос, проведення всесвітнього фестивалю молоді і студентів у Берліні, тощо. У таблицях вони відзначені зеленим кольором. Низка монет на честь видатних діячів комуністичної партії, марксистів і присвячених подіям Другої світової війни або історії НДР карбували великими тиражами для обігу. У таблицях вони позначені червоним кольором.

## 5 марок
| Зображення | Зображення | Дата випуску | Параметри | Параметри             | Привід випуску | Дизайнер(и)                               | Тираж                         |
| Реверс     | Аверс      | Дата випуску | Маса, г   | Матеріал              | Привід випуску | Дизайнер(и)                               | Тираж                         |
| ---------- | ---------- | ------------ | --------- | --------------------- | --- | ----------------------------------------- | ----------------------------- |
|            |            | 16.12.1968   | 12,2      | нейзильбер            | 125-річчя від дня народження мікробіолога, лауреата Нобелівської премії з медицини та фізіології Роберта Коха                                           | Г. Роммель, А. Бертрам                    | 100 226*                      |
|            |            | 25.9.1969    | 9,7       | мідно-нікелевий сплав | 20 років утворенню Німецької Демократичної Республіки                                                                                                   | А. Бертрам                                | 50 221 667*                   |
|            |            | 15.12.1969   | 12,2      | нейзильбер            | 75 років від дня смерті фізика Генріха Герца | Вернер Розенталь, А. Бертрам              | 100 268*                      |
|            |            | 10.12.1970   | 12,2      | нейзильбер            | 125-річчя від дня народження лауреата Нобелівської премії з фізики Вільгельма Конрада Рентгена                                                          | А. Бертрам                                | 100 244*                      |
|            |            | 15.10.1971   | 12,2      | нейзильбер            | 400 років від дня народження першовідкривача законів руху планет Сонячної системи Йоганна Кеплера                                                       | А. Бертрам                                | 100 266*                      |
|            |            | 8.5.1972     | 9,6       | нейзильбер            | Бранденбурзькі ворота | А. Бертрам, В. Фитценрайтер               | 18 750 262*                   |
|            |            | 25.08.1972   | 12,2      | нейзильбер            | 75 років від дня смерті композитора та піаніста Йоганнеса Брамса                                                                                        | А. Бертрам                                | 100 420*                      |
|            |            | 20.11.1972   | 9,6       | нейзильбер            | Мейсенський собор та фортеця Альбрехтсбург | А. Бертрам                                | 10 199 353*                   |
|            |            | 10.7.1973    | 12,2      | нейзильбер            | 125 років від дня народження піонера авіації Отто Лілієнталя                                                                                            | А. Бертрам                                | 100 300*                      |
|            |            | 17.6.1974    | 12,2      | нейзильбер            | 100 років від дня смерті фізика, винахідника першого електричного телефону Філіппа Рейса                                                                | А. Бертрам                                | 100 200*                      |
|            |            | 9.5.1975     | 12,2      | нейзильбер            | 100 років від дня народження письменника, лауреата Нобелівської премії з літератури Томаса Манна                                                        | Еріка Шенеберг, Райнер Радак              | 102 355*                      |
|            |            | 16.6.1975    | 12,2      | нейзильбер            | Оголошення ООН 1975 року Міжнародним жіночим роком | Клаус Хенніг, А. Бертрам                  | 161 047*                      |
|            |            | 6.1.1976     | 12,2      | нейзильбер            | 200 років від дня народження національного героя Німеччини майора Фердинанда фон Шилля                                                                  | А. Бертрам                                | 100 216*                      |
|            |            | 15.6.1977    | 12,2      | нейзильбер            | 125 років від дня смерті педагога Фрідріха Людвіга Яна                                                                                                  | Вілфрид Фітценрайтер. Хайнц Родевальд     | 90 675*                       |
|            |            | 28.2.1978    | 12,2      | нейзильбер            | 175 років від дня смерті поэта Фрідріха Ґотліба Клопштока                                                                                               | Г. Ліхтенфельд, Карл Тевальт              | 75 500*                       |
|            |            | 29.9.1978    | 9,6       | нейзильбер            | Оголошення ООН 1978 року міжнародним роком боротьби з апартеїдом                                                                                        | Й. Ріс, Ф. Баер                           | 259 000*                      |
|            |            | 26.2.1979    | 12,2      | нейзильбер            | 100 років від дня народження фізика, лауреата Нобелівської премії Альберта Ейнштейна                                                                    | Хайнц Родевальд, Вілфрид Фітценрайтер     | 55 500*                       |
|            |            | 20.6.1980    | 12,2      | нейзильбер            | 75 років від дня смерті художника Адольфа фон Менцеля                                                                                                   | Г. Роммель, Д. Дорфштехер                 | 54 750*                       |
|            |            | 1.6.1981     | 12,2      | нейзильбер            | 450 років від дня смерті скульптора Тільмана Ріменшнейдера                                                                                              | Хайнц Родевальд                           | 54 500*                       |
|            |            | 5.4.1982     | 12,2      | нейзильбер            | 200 років від дня народження педагога, теоретика дошкільного виховання, творця перших дитячих садків Фрідриха Фребеля                                   | Г. Роммель, Д. Дорфштехер                 | 54 500*                       |
|            |            | 22.6.1982    | 9,6       | нейзильбер            | 150 років від дня смерті поета і мислителя Йоганна Вольфганга Гете (на монеті зображено будинок у Веймарі, де Гете проводив більшість свого часу)       | Хайнц Родевальд                           | 205 500*                      |
|            |            | 28.7.1982    | 9,6       | нейзильбер            | Замок Вартбург | Хайнц Родевальд                           | 1982 — 205 500 1983 — 21 000* |
|            |            | 17.1.1983    | 9,6       | нейзильбер            | 500 років від дня народження Лютера (на монеті зображено замкова церква Віттенбергу на двері якої Лютер повісив 95 тез, які поклали початок реформації) | Хайнц Родевальд                           | 196 500*                      |
|            |            | 10.3.1983    | 9,6       | нейзильбер            | 500 років від дня народження Лютера (на монеті зображено будиночок у Айслебені, у якому народився Лютер)                                                | Хайнц Родевальд                           | 197 680*                      |
|            |            | 20.10.1983   | 12,2      | нейзильбер            | 125 років від дня народження фізика, лауреата Нобелівської премії Макса Планка                                                                          | Е. Хартник-Гермаєр, Д. Дорфштехер         | 55 800*                       |
|            |            | 9.3.1984     | 9,6       | нейзильбер            | Лейпциг. Стара ратуша | Хайнц Родевальд                           | 204 500*                      |
|            |            | 26.6.1984    | 9,6       | нейзильбер            | Лейпциг. Церква Святого Томи | Хайнц Родевальд                           | 211 540*                      |
|            |            | 10.10.1984   | 12,2      | нейзильбер            | 150 років від дня смерті німецького національного героя, який очолив партизанську боротьбу проти військ Наполеона Адольфа фон Лютцова                   | Г. Роммель, Д. Дорфштехер                 | 45 000*                       |
|            |            | 5.2.1985     | 9,6       | нейзильбер            | 40 років бомбардуванню Дрездена. На монеті изображено руїни Фрауенкірхе                                                                                 | Хайнц Родевальд                           | 195 000*                      |
|            |            | 5.2.1985     | 9,6       | нейзильбер            | Головний павільйон дрезденського Цвінгеру | Хайнц Родевальд                           | 194 520*                      |
|            |            | 5.7.1985     | 12,2      | нейзильбер            | 225 років від дня смерті акторки Фредеріки Кароліни Нойбер                                                                                              | Х. Хоєр із дружиною Сніжаною Руссева-Хоєр | 51 825*                       |
|            |            | 15.5.1986    | 9,6       | нейзильбер            | Потсдам. Палац Сан-Сусі | Хайнц Родевальд                           | 270 080*                      |
|            |            | 29.6.1986    | 9,6       | нейзильбер            | Потсдам. Новий палац | Хайнц Родевальд                           | 268 000*                      |
|            |            | 21.8.1986    | 12,2      | нейзильбер            | 175 років від дня смерті драматурга, поета та прозаїка Генріха фон Клейста                                                                              | Х. Хоєр із дружиною Сніжаною Руссєва-Хоєр | 46 700*                       |
|            |            | 16.1.1987    | 9,6       | нейзильбер            | Берлін. Николаїфіртель (Випуск присвячено 750-річчю Берліна)                                                                                            | Й. Ріс, Ф. Баєр                           | 468 801*                      |
|            |            | 16.1.1987    | 9,6       | нейзильбер            | Берлін. Червона ратуша (Випуск присвячено 750-річчю Берліна)                                                                                            | Х. Хоєр із дружиною Сніжаною Руссєва-Хоєр | 473 810*                      |
|            |            | 16.1.1987    | 9,6       | нейзильбер            | Берлін. Александерплац (Випуск присвячено 750-річчю Берліна)                                                                                            | Хайнц Родевальд                           | 474 801*                      |
|            |            | 15.2.1988    | 9,6       | нейзильбер            | Перший німецький паротяг «Саксонія» (Випуск присвячено 150-річчю першої залізниці у Німеччині)                                                          | Вілфрид Клінк, Беттіна Клінк фон Войські  | 366 800**                     |
|            |            | 15.2.1988    | 9,6       | нейзильбер            | Морський порт Ростока | Хайнц Родевальд                           | 366 800***                    |
|            |            | 15.2.1988    | 12,2      | нейзильбер            | 50-річчя від дня смерті скульптора, художника та письменника Ернста Барлаха                                                                             | Й. Ріс, Х. Хоєр                           | 51 601*                       |
|            |            | 23.2.1989    | 9,6       | нейзильбер            | Церква Катерини у Цвікау (Випуск присвячено 500-річчю від дня народження проповідника часів Реформації Томаса Мюнцера)                                  | Вилфрид Клинк, Беттина Клинк фон Войски   | 362 440****                   |
|            |            | 23.2.1989    | 9,6       | нейзильбер            | Церква Святої Марії в Мюльгаузені (Випуск присвячено 500-річчю від дня народження проповідника часів Реформації Томаса Мюнцера)                         | Хайнц Родевальд                           | 362 400****                   |
|            |            | 29.5.1989    | 12,2      | нейзильбер            | 100-річчя від дня народження пацифіста та антифашиста Карла фон Осецького                                                                               | Г. Роммель, Д. Дорфштехер                 | 50 400*                       |
|            |            | 15.2.1990    | 9,6       | нейзильбер            | Поштова карета (Випуск присвячено 500-річчю пощти Німеччини)                                                                                            | Вілфрид Клінк, Беттіна Клінк фон Войські  | 366 320*                      |
|            |            | 15.2.1990    | 9,6       | нейзильбер            | Цейхгаус у Берліні | Х. Хоєр із дружиною Сніжаною Руссєва-Хоєр | 372 920*                      |
|            |            | 29.5.1989    | 12,2      | нейзильбер            | 100-річчя від дня народження журналіста та письменника єврейського походження доведеного до самогубства нацистами Курта Тухольського                    | Хайнц Родевальд                           | 50 171*                       |

Гурт —
- * «5 MARK * 5 MARK * 5 MARK * 5 MARK *»
- ** «1839 LEIPZIG-DRESDEN»
- *** «OSTSEE * EIN MEER DES FRIEDENS *»
- **** «THOMAS MÜNTZER 1489—1525»

## 10 марок
| Зображення                           | Зображення                           | Дата випуску | Параметри | Параметри          | Привід випуску | Дизайнер(и)                                 | тираж         |
| Реверс                               | Аверс                                | Дата випуску | Маса (г)  | матеріал           | Привід випуску | Дизайнер(и)                                 | тираж         |
| ------------------------------------ | ------------------------------------ | ------------ | --------- | ------------------ | --- | ------------------------------------------- | ------------- |
|                                      |                                      | 1.12.1966    | 17        | Срібло 800-ї проби | 125-річчя ВІД дня смерті архітектора і художника Карла Фрідріха Шинкеля                                                   | Г. Роммель, А. Бертрам                      | 50 000 *      |
|                                      |                                      | 30.8.1967    | 17        | Срібло 800-ї проби | 100-річчя від дня народження художниці, графіка і скульптора Кете Колльвіц                                                | Г. Роммель, А. Бертрам                      | 100 552 *     |
|                                      |                                      | 16.12.1968   | 17        | Срібло 625-ї проби | 500-річчя від дня смерті першодрукаря Йоганна Гутенберга                                                                  | А. Бертрам                                  | 100 328**     |
|                                      |                                      | 15.12.1969   | 17        | Срібло 625-ї проби | 250-річчя від дня смерті алхіміка і винахідника європейської порцеляни Йоганна Фрідріха Беттгера                          | А. Бертрам                                  | 100 313**     |
|                                      |                                      | 15.9.1970    | 17        | Срібло 625-ї проби | 200-річчя від дня народження композитора Людвіга ван Бетховена                                                            | А. Бертрам, В. Фітценрайтер                 | 100 265**     |
|                                      |                                      | 1.7.1971     | 17        | Срібло 625-ї проби | 500-річчя від дня народження живописця і графіка Альбрехта Дюрера                                                         | А. Бертрам                                  | 100 112**     |
|                                      |                                      | 1.6.1972     | 12        | Нейзильбер         | Пам'ятник жертвам Бухенвальду                                                                                             | А. Бертрам, В. Фітценрайтер                 | 15 108 481*** |
|                                      |                                      | 15.11.1972   | 17        | Срібло 625-ї проби | 175-річчя від дня народження поета Генріха Гейне                                                                          | А. Бертрам, В. Фітценрайтер                 | 100 297**     |
|                                      |                                      | 5.3.1973     | 17        | Срібло 625-ї проби | 75-річчя з дня народження драматурга Бертольта Брехта                                                                     | А. Бертрам, В. Фітценрайтер                 | 100 197**     |
|                                      |                                      | 7.5.1973     | 12        | Нейзильбер         | Проведення 10-го Всесвітнього фестивалю молоді і студентів                                                                | А. Бертрам                                  | 3 594 022**** |
|                                      |                                      | 20.8.1974    | 12        | Нейзильбер         | 25-річчя створення Німецької Демократичної Республіки                                                                     | Гюнтер Юнге                                 | 3 070 650**** |
|                                      |                                      | 20.8.1974    | 17        | Срібло 625-ї проби | 25-річчя створення Німецької Демократичної Республіки (на монеті зображено відомі будівлі на території НДР)               | Г. Роммель, Д. Дорфштехер                   | 70 200**      |
|                                      |                                      | 8.11.1974    | 17        | Срібло 625-ї проби | 200-річчя від дня народження художника Каспара Давида Фрідріха                                                            | Гюнтер Юнге, Л. Енгельгардт                 | 75 000**      |
|                                      |                                      | 31.1.1975    | 17        | Срібло 625-ї проби | 100-річчя від дня народження гуманіста і лікаря Альберта Швейцера                                                         | А. Бертрам, В. Фітценрайтер                 | 101 100**     |
|                                      |                                      | 9.5.1975     | 12        | Нейзильбер         | 20-річчя від дня створення Організації Варшавського договору                                                              | Д. Дорфштехер, Вернер Розенталь             | 2 522 356**** |
|                                      |                                      | 10.2.1976    | 12        | Нейзильбер         | 20-річчя створення Національної народної армії                                                                            | К. Вітткугель, Г. Роммель                   | 754 508****   |
|                                      |                                      | 20.8.1976    | 17        | Срібло 500-ї проби | 150-річчя від дня смерті композитора Карла Марії фон Вебера                                                               | Г. Роммель, Д. Дорфштехер                   | 101 642**     |
|                                      |                                      | 31.8.1977    | 17        | Срібло 500-ї проби | 375-річчя від дня народження фізика та інженера Отто фон Геріке                                                           | Г. Роммель, Д. Дорфштехер                   | 69 316**      |
| Файл:10 Mark DDR Liebich reverse.jpg | Файл:10 Mark DDR Liebich obverse.jpg | 22.5.1978    | 17        | Срібло 500-ї проби | 175-річчя від дня народження хіміка Юстуса фон Лібіха                                                                     | Еріка Шенеберг, Райнер Радак                | 70 601**      |
|                                      |                                      | 28.8.1978    | 12        | Нейзильбер         | Політ першого німецького космонавта Зигмунда Єна на радянському космічному кораблі Союз-31                                | Еріка Шенеберг, Д. Дорфштехер, Райнер Радак | 724 750***    |
|                                      |                                      | 20.7.1979    | 17        | Срібло 500-ї проби | 175-річчя від дня народження філософа - матеріаліста Людвіга Феєрбаха                                                     | Еріка Шенеберг, Райнер Радак                | 50 500**      |
|                                      |                                      | 15.9.1980    | 17        | срібло 500-ї проби | 225-річчя від дня народження пруського генерала та військового реформатора Герхарда Шарнхорста                            | Хайнц Родевальд                             | 49 500**      |
|                                      |                                      | 2.2.1981     | 12        | нейзильбер         | 25-річчя створення національної народної армії                                                                            | Хайнц Родевальд                             | 780 000***    |
|                                      |                                      | 1.9.1981     | 17        | срібло 500-ї проби | 150-річя від дня смерті філософа Гегеля                                                                                   | Гюнтер Юнге, Л. Енгельгардт                 | 49 500**      |
|                                      |                                      | 18.11.1981   | 12        | нейзильбер         | 700-річчя початку карбування монет у Берліні. На монеті зображено «вічний пфенніг» 1369 року                              | Хайнц Родевальд                             | 54 540***     |
|                                      |                                      | 1.3.1982     | 17        | срібло 500-ї проби | Відкиття Третього гевандхаусу у Лейрцизі                                                                                  | Й. Ріс, Ф. Баєр                             | 49 510***     |
|                                      |                                      | 17.1.1983    | 17        | срібло 500-ї проби | 100-річчя від дня смерті Ріхарда Вагнера                                                                                  | Г. Роммель, Д. Дорфштехер                   | 49 500***     |
|                                      |                                      | 15.9.1983    | 12        | нейзильбер         | 30-річчя утворення бойових груп НДР                                                                                       | Е. Ніцше-Хартник                            | 460 900***    |
|                                      |                                      | 15.5.1984    | 17        | срібло 500-ї проби | 100-річчя від дня смерті вченого-зоолога Альфреда Брема                                                                   | Х. Хоєр                                     | 40 000***     |
|                                      |                                      | 15.1.1985    | 17        | срібло 500-ї проби | Відкриття відбудованої Саксонської державної опери Дрездена                                                               | Й. Рис, Ф. Баєр                             | 55 002*****   |
|                                      |                                      | 17.4.1985    | 12        | нейзильбер         | 40 років перемоги над нацизмом                                                                                            | Г. Роммель, Д. Дорфштехер                   | 750 600***    |
|                                      |                                      | 30.8.1985    | 17        | срібло 500-ї проби | 175-річчя відкриття Берлінського університету                                                                             | Й. Рис, Хайнц Родевальд                     | 38 000**      |
|                                      |                                      | 3.4.1986     | 12        | нейзильбер         | 100-річчя від дня народження німецького комуніста, одного з головних політичних опонентів Адольфа Гітлера Ернста Тельмана | Х. Хоєр                                     | 709 750***    |
|                                      |                                      | 1.9.1986     | 17        | срібло 500-ї проби | 275-річчя відкриття берліньської клініки Шаріте                                                                           | Й. Рис, Ф. Баєр                             | 38 000**      |
|                                      |                                      | 5.3.1987     | 17        | срібло 500-ї проби | 750-річчя Берліна (На монеті зображено Берлінський драматичний театр)                                                     | Хайнц Родевальд                             | 48 100**      |
|                                      |                                      | 19.5.1988    | 17        | срібло 500-ї проби | 500-річчя від дня народження лицаря-гуманіста Ульріха фон Гуттена                                                         | Хайнц Родевальд                             | 37 000******  |
|                                      |                                      | 14.6.1988    | 12        | нейзильбер         | 40 років німецькому спортивному союзу                                                                                     | Х. Хоєр                                     | 611 800***    |
|                                      |                                      | 12.1.1989    | 12        | нейзильбер         | 40 років Раді економічної взаємодопомоги (На монеті зображено будівлю Ради у Москві)                                      | Хайнц Родевальд                             | 57 000***     |
|                                      |                                      | 9.5.1989     | 17        | срібло 500-ї проби | 225-річчя від дня народження скульптора й теоретика мистецтва Йоганна Шадова                                              | Андре Кахане, Г. Роммель                    | 39 200**      |
|                                      |                                      | 20.6.1989    | 12        | нейзильбер         | 40 років утворенню Німецької Демократичної Республіки                                                                     | Хайнц Родевальд                             | 523 900***    |
|                                      |                                      | 14.3.1990    | 17        | срібло 500-ї проби | 175-річчя від дня смерті Йоганна Ґотліба Фіхте                                                                            | Х. Хоєр                                     | 40 564**      |
|                                      |                                      | 27.3.1990    | 12        | нейзильбер         | 100-річчя проголошення II інтернаціоналом 1 травня Днем солідарності трудящих всього світу                                | Харальд Лариш                               | 632 000***    |

Гурт —
- * «10 MARK DER DEUTSCHEN NOTENBANK»
- ** «10 MARK * 10 MARK * 10 MARK *»
- *** «10 MARK * 10 MARK * 10 MARK * 10 MARK *»
- **** рифлёный
- ***** 1841 * 1878 * 1945 * 1985 *
- ****** ICH HAB`S GEWAGT

## 20 марок
| Зображення | Зображення | Дата випуску | Параметри | Параметри            | Привід випуску | Дизайнер(и)                              | Тираж         |
| Реверс     | Аверс      | Дата випуску | Маса, г   | Матеріал             | Привід випуску | Дизайнер(и)                              | Тираж         |
| ---------- | ---------- | ------------ | --------- | -------------------- | --- | ---------------------------------------- | ------------- |
|            |            | 1.12.1966    | 20,9      | срібло 800-ї проби   | 250-річчя від дня смерті філософа, логіка, математика, фізика, юриста, історика, дипломата, винахідника та мовознавця, засновника й першого президента Берлинської Академії наук Готфріда Вільгельма Ляйбніца | Г. Роммель, Д. Дорфштехер                | 50 000*       |
|            |            | 30.8.1967    | 20,9      | срібло 800-ї проби   | 200-річчя від дня народження філолога, філософа, мовознавця, державного діяча й дипломата Вільгельма фон Гумбольдта                                                                                           | Г. Роммель, А. Бертрам                   | 87 776*       |
|            |            | 3.5.1968     | 20,9      | срібло 800-ї проби   | 150-річчя від дня народження Карла Маркса | Г. Роммель, А. Бертрам                   | 76 538**      |
|            |            | 1.10.1969    | 20,9      | срібло 625-ї проби   | 220-річчя від дня народження поета та мислителя Йоганна Вольфганга фон Гете | А. Бертрам, В. Фитценрайтер              | 88 589**      |
|            |            | 15.9.1970    | 20,9      | срібло 625-ї проби   | 150-річчя від дня народження одного із ідеологів марксизму, Фрідріха Енгельса | Герхард Ліхтенфельд, Гюнтер Гнаук        | 83 615**      |
|            |            | 10.3.1971    | 16,5      | нейзильбер           | 100-річчя від дня народження Генріха Манна | А. Бертрам, В. Фітценрайтер              | 2 029 000***  |
|            |            | 1.7.1971     | 20,9      | срібло 625-ї проби   | 100-річчя від дня народження засновника комуністичної партії Німеччини Карла Лібкнехта та засновниці марксистської організації «Союз Спартака» Рози Люксембург                                                | А. Бертрам, В. Фітценрайтер              | 76 814**      |
|            |            | 10.12.1971   | 15        | нейзильбер           | Лідер німецьких комуністів, один з головних політичних опонентів Адольфа Гітлера Ернст Тельман | А. Бертрам, В. Фітценрайтер              | 10 003 431*** |
|            |            | 1.3.1972     | 15        | нейзильбер           | Поет Фрідріх Шиллер | А. Бертрам, В. Фітценрайтер              | 7 480 378***  |
|            |            | 18.5.1972    | 20,9      | срібло 625-ї проби   | 500-річчя від дня народження Лукаса Кранаха | А. Бертрам                               | 80 096**      |
|            |            | 1.9.1972     | 15        | нейзильбер           | Перший і єдиний президент НДР Вільгельм Пік | А. Бертрам, В. Фітценрайтер              | 7 633 342***  |
|            |            | 25.9.1973    | 20,9      | срібло 625-ї проби   | 60-річчя від дня смерті відомого марксиста Августа Бебеля | А. Бертрам, В. Фітценрайтер              | 77 360**      |
|            |            | 12.11.1973   | 15        | нейзильбер           | Голова Ради міністрів НДР (1949—1964) Отто Гротеволь | Гюнтер Юнге, Л. Енгельгардт              | 2 534 724***  |
|            |            | 8.3.1974     | 20,9      | срібло 625-ї проби   | 250-річчя від дня смерті флософа Іммануїла Канта | А. Бертрам, В. Фітценрайтер              | 67 883**      |
|            |            | 21.4.1975    | 20,9      | срыбло 625-ї проби   | 225-річчя від дня смерті композитора Йоганна Себастьяна Баха | Клаус Вітткугель                         | 72 157**      |
|            |            | 15.4.1976    | 20,9      | срібло 625-ї проби   | 150-річчя від дня смерті революціонера Вільгельма Лібкнехта | В. Фітценрайтер, Хайнц Родевальд         | 50 060**      |
|            |            | 18.4.1977    | 20,9      | срібло 500-ї проби   | 200-річчя від дня народження математика, механіка, фізика, астронома та геодезіста Карла Фрідріха Гаусса | А. Бертрам                               | 56 525**      |
|            |            | 8.11.1978    | 20,9      | срібро 500-ї проби   | 175-річчя від дня смерті письменника і теолога Йоганна Готфріда Гердера | В. Штётцер, Клаус Вітткугель             | 50 550**      |
|            |            | 15.1.1979    | 20,9      | срібло 500-ї проби   | 250-річчя від дня народження основоположника німецької класичної літератури Готгольда Ефраїма Лессінга | А. Бертрам                               | 40 489**      |
|            |            | 29.6.1979    | 15        | нейзильбер           | 30-річчя створення Німецької Демократичної Республіки | Г. Роммель, Д. Дорфштехер                | 975 050***    |
|            |            | 27.2.1980    | 20,9      | срібло 500-ї проби   | 75-річчя від дня смерти фізика-оптика Ернста Аббе | Й. Рис, Ф. Баєр                          | 39 500**      |
|            |            | 9.3.1981     | 20,9      | срібло 500-ї проби   | 150-річчя від дня смерті пруського державного і політичного діяча Генріха Фрідріха Штейна | Й. Рис, Ф. Баєр                          | 39 500**      |
|            |            | 30.9.1982    | 20,9      | срібло 500-ї проби   | 125-річчя від дня народження одної з засновниць комуністичної партії Німеччини Клари Цеткін | Ранйер Радак, Еріка Шенеберг             | 39 500**      |
|            |            | 10.3.1983    | 20,9      | срібло 500-ї проби   | 500-річчя від дня народження богослова та творця німецької літературної мови Мартіна Лютера | Хайнц Родевальд                          | 40 500**      |
|            |            | 6.4.1983     | 15        | нейзильбер           | 100-річчя від дня смерті Карла Маркса | Х. Хоєр з дружиною Сніжаною Руссєва-Хоєр | 940 000***    |
|            |            | 27.2.1984    | 20,9      | срібло 500-ї проби   | 225-річчя від дня смерті композитора Георга Фрідріха Генделя | Хайнц Родевальд                          | 39 000**      |
|            |            | 8.8.1985     | 20,9      | срібло 500-ї проби   | 125-річчя від дня смерті композитора Ернста Моріца Арндта | Х. Хоєр з дружиною Сніжаною Руссєва-Хоєр | 36 000**      |
|            |            | 26.2.1986    | 20,9      | срібло 625-ї проби   | 200-річчя від дня народження дослідників німецької народної культури Братів Грімм | Х. Хоєр з дружиною Сніжаною Руссєва-Хоєр | 37 650**      |
|            |            | 26.3.1987    | 20,9      | срібло 625-ї проби   | 750-річчя Берліна (на монеті зображено гербову печатку) | Вілфрід Клінк, Беттіна Клінк фон Войські | 36 575**      |
|            |            | 17.3.1988    | 20,9      | срібло 625-ї проби   | 100-річчя від дня смерті інженера та виробника оптики Карла Цайса | Х. Хоєр з дружиною Сніжаною Руссєва-Хоєр | 35 020**      |
|            |            | 12.1.1989    | 20,9      | срібло 625-ї проби   | 500-річчя від дня народження проповідника часів Реформації Томаса Мюнцера | Гюнтер Гнаук, Бернд Гебель               | 38 500**      |
|            |            | 15.2.1990    | 20,9      | серебро 625-й пробы  | 275-річчя від дня смерті архітектора Андреаса Шлютера | Андре Кахане, Вілфрід Штатт              | 37 000**      |
|            |            | 3.4.1990     | 15        | нейзильбер           | Відкриття Бранденбурзьких воріт 22 грудня 1989 року, яке відбулося після падіння Берлінського муру | А. Бертрам, В. Фитценрайтер, Х. Полькен  | 302 005***    |
|            |            | 3.4.1990     | 18,2      | срібло 999,5-ї проби | Відкриття Бранденбурзьких воріт 22 грудня 1989 року, яке відбулося після падіння Берлінського муру | А. Бертрам, В. Фитценрайтер, Х. Полькен  | 154 525***    |

Гурт —
- * «20 MARK DER DEUTSCHEN NOTENBANK *»
- ** «20 MARK * 20 MARK * 20 MARK *»
- *** «20 MARK * 20 MARK * 20 MARK * 20 MARK *»